# Château de Beauvoorde

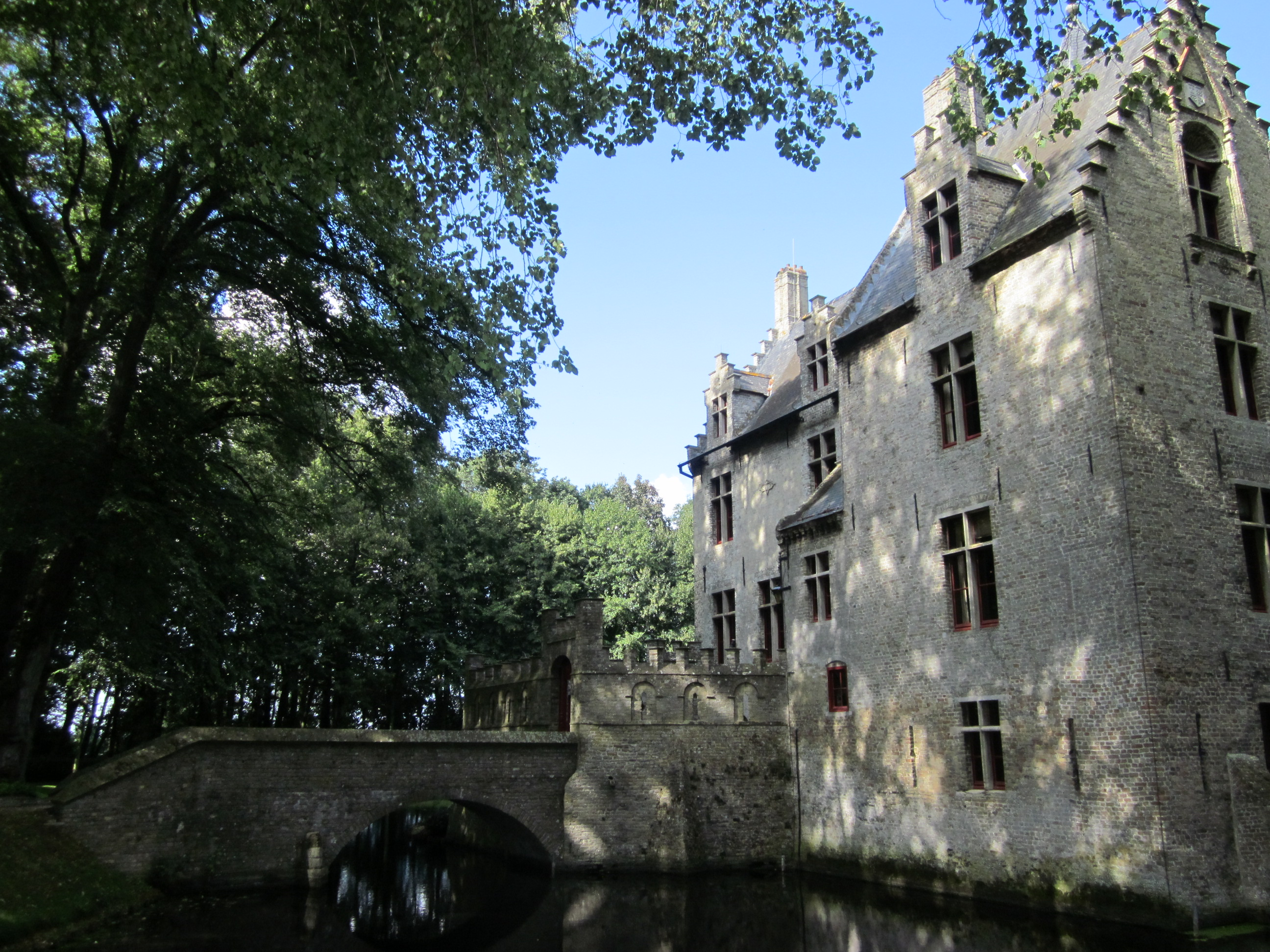
Le château de Beauvoorde à Wulveringem

Le château de Beauvoorde est un château fort situé à Wulveringem (Beauvoorde), une ancienne commune faisant partie de Furnes, dans la province belge de Flandre occidentale.
Le premier habitant connu du château est Jan de Valuwe, propriétaire en 1408. Le château est incendié par les Gueux de mer en 1584 et reconstruit en 1617 en style Renaissance. L'occupant est à cette époque Jacob Bryarde et sa famille en reste propriétaire jusqu'en 1828. Le château était alors devenu une ferme castrale qui devait être démolie.
Arthur Merghelynck achète le château en 1875 quasi à l'état de ruine, et en entame la restauration. Le bâtiment est agrandi par Joseph Vinck, l'architecte de la  ville de Furnes. Un jardin français-anglais est adjoint au domaine.
En 1905, Merghelynck, sans descendance, lègue ses biens par testament à l'État belge, pour être mis à la disposition de l'Académie royale de langue et littérature néerlandaises (KANTL). Le château est classé au titre de monument en 1987. En 1998, le KANTL transfère la gestion du château à la Fondation du patrimoine flamand, tandis que le parc du château est géré par la Communauté flamande à partir de 2003.